# Wurtsaten
Wurtsaten (auch Wurtsassen, Wursaten; manchmal als Plural von Wursten) ist eine historische Landschaft im niedersächsischen Elbe-Weser-Dreieck und die Bezeichnung der dortigen Bevölkerungsgruppe.
Vor Erbauung der Deiche lebten Altsachsen und Friesen in den Weser-Marschen ca. ein Jahrtausend lang auf künstlich errichteten Erdhügeln, den Wurten. Diese wurden von Küstensachsen etwa im 1. bis 5. Jahrhundert aus Klei, Mist und Steinen angelegt.
Der Name Wurtsaten oder Wurstfriesen, wie die Küstenbewohner zwischen der Weser- und Elbemündung später genannt wurden, soll dabei von den aus der friesischen Sprache abgeleiteten Begriffen Werf, Virr oder Verre für solch aufgeworfene Hügel stammen.
Archäologische Forschungen an der Feddersen Wierde und der Fallward ergaben ein anschauliches Bild vom Leben in den Marschen. In Hadeln siedelten die Altsachsen auf zahlreichen „Worthen“ in der Nähe des Elbeufers. Sie waren Bauern, Handwerker sowie Fischer und verdingten sich auch als Söldner im Römischen Heer.
Nachdem die Küstensachsen über die Nordsee nach Britannien ausgewandert waren, blieben die Wurten und Worthe jahrhundertelang siedlungsleer. Von 700 n. Chr. an übernahmen die aus dem Westen eingewanderten Friesen diese Rolle und besiedelten die höher gelegenen Marschen im Land Wursten. Schließlich errichteten die bäuerlichen Friesen im 12. Jahrhundert das „Güldene Band“ der Deiche. Die Bezeichnung „Wurtsatia“ – also die auf den „Wurten Sitzenden“ – aber blieb den Friesen an der Wesermündung seit dem Mittelalter als Landschaftsbezeichnung erhalten.